# Vălanii de Beiuș, Bihor
Vălanii de Beiuș, colocvial Petrani-Vălani, este un sat în comuna Uileacu de Beiuș din județul Bihor, Crișana, România.

## Demografie
La recensământul din 1930 au fost înregistrați 447 de locuitori, dintre care 443 români și 3 țigani. Sub aspect confesional populația era alcătuită din 446 de greco-catolici și 1 ortodox.

## Monumente
- Biserica greco-catolică cu hramul "Buna Vestire", construită în 1854

## Incidente locale
Conflictul izbucnit pe 28 martie 2008, cu ocazia punerii în posesie a comunității greco-catolice asupra bisericii din sat, a fost soluționat prin înțelegerea adoptată la data de 2 aprilie 2008 în sediul primăriei Uileacu de Beiuș, prin care parohia unită (greco-catolică) și cea ortodoxă din Vălanii de Beiuș au convenit folosirea alternativă a lăcașului greco-catolic, la ore diferite, precum și suportarea cheltuielilor de întreținere a bisericii în mod egal.